# Жила-была девочка
«Жила́-была́ де́вочка» — советский художественный фильм режиссёра Виктора Эйсымонта о жизни блокадного Ленинграда. Частично фильм снимался в ещё блокадном городе. Дебют актрисы детского кино второй половины 1940-х годов Натальи Защипиной (5 лет) и Нины Ивановой (10 лет), ставшей знаменитой после выхода на экраны фильма «Весна на Заречной улице».
Премьера фильма состоялась 18 декабря 1944 года, спустя год после того, как Ленинград окончательно был освобождён от блокады.

## Сюжет
История двух маленьких блокадниц в осаждённом Ленинграде — 7-летней Настеньки и 5-летней Катеньки, ленинградских детей, перенёсших наравне со взрослыми все тяготы войны. В фильме всё время перемешиваются сцены детских игр и суровой действительности.

## В ролях
- Нина Иванова — Настенька
- Наталья Защипина — Катя
- Ада Войцик — мать Настеньки
- Александр Лариков — Макар Иванович, управдом
- Вера Алтайская — мать Кати
- Лидия Штыкан — Ватрушкина
- Николай Корн — отец Настеньки
- Елена Кириллова — Степанида
- Мария Самойлова — женщина в бомбоубежище (нет в титрах)

## Съёмочная группа
- Автор сценария: Владимир Недоброво
- Режиссёр: Виктор Эйсымонт
  - Оператор: Гарибян, Граир (Григорий) Арамович, Антипов Сергей Тимофеевич (комбинированые съемки)
- Художник: Игорь Бахметьев
- Композитор: Венедикт Пушков
- Звукооператоры: Вартан Ерамишев, Григорий Коренблюм
- Директоры картины: А. Владимиров, Пётр Соловей

## История создания
Подготовка к съёмкам началась в январе 1943 года — сразу после того, как было прорвано кольцо блокады. Виктор Эйсымонт с большим риском для жизни принял решение снять хотя бы часть сцен в реальном Ленинграде, чтобы показать более достоверный антураж — «декорации не требовались: кино снимали на фоне реальных руин домов». Съёмки проходили исключительно в историческом центре в периоды, когда не было авианалётов.

## Признание
Фильм с успехом прошёл во многих странах мира. На VII Венецианском кинофестивале картина награждена Латунной медалью.

## Критика
В рецензии картины Татьяна Тэсс отмечает, что героиня — самая обычная девочка, которых множество повсюду, без прикрас, она не совершает никаких подвигов, — авторы концентрируются на её тонких и сложных чувствах от того горя, что она увидела и пережила.

Основная линия этого, безусловно хорошего фильма — повесть о ленинградской девочке — дана с подкупающей теплотой. Это наш маленький друг, нам дороги его судьба, его будущее. Мир горя, через который прошла девочка, показан с большой силой. Сохранив всё детское, что присуще маленькой героине, авторы фильма сумели приподнять этот образ, дать ему подлинную человеческую значительность.
— Татьяна Тэсс, «Известия», № 299, 1944
Заведующий кафедрой истории Санкт-Петербургского горного университета Сергей Рудник находит в фильме основные детали, которые затем будут повторяться практически во всех посвящённых блокаде кинолентах: «Поход за водой, саночки с погибшими людьми, метроном, спасительная Дорога жизни по Ладоге».